# ساعر 6
كورفيت ساعر 6 هو فئة من أربع سفن حربية ألمانية الصنع طلبتها البحرية الإسرائيلية في مايو 2015. سوف يعتمد تصميم السفن على نحو غير محكم على الكورفيت الألماني براونشفايج، ولكن مع بعض التغييرات الهندسية اللازمة لاستيعاب أجهزة الإستشعار والصواريخ الإسرائيليه مثل نظام برق 8 ونظام القبة الحديدية النسخة البحرية. وقد حصلت شركة Elbit للانظمة على عقد لتصميم وبناء أجهزة الحرب الإلكترونية (EW) للسفن.
سيتم بناء السفن الأربع في ألمانيا في مشروع مشترك بين مجموعة الاحواض القابضة (GNYH) وشركة تيسين كروب (TKMS) الالمانيتين. ومن المقرر تسليم أول قطعة في عام 2020. حيث تقدر تكلفة البناء بنحو 1.8 مليار شيكل إسرائيلي أو ما يقرب من 430 مليون يورو (480 مليون دولار). وستدفع إسرائيل ثلثي التكلفة وستدعم الحكومة الألمانية ثلث تكاليف بناء الطرادات، كما هو الحال مع الغواصة دولفين.
سيكون أحد أهم أدوار هذة الكورفيتات هي حماية منصات الغاز الطبيعي في البحر الأبيض المتوسط من التهديدات البحرية أو الصاروخية المحتملة. حيث تقول جماعة حزب الله اللبنانية إن حقول الغاز الإسرائيلية تقع في المياه الفلسطينية. وهددت باستهداف منصات الغاز الإسرائيلية.

## عملية الشراء
في عام 2002، بدأت البحرية في صياغة خطة لاستبدال السفن الهجومية الأربع القديمة. تم تأجيل الخطط بسبب الخلافات داخل السلك حول طبيعة السفينة المطلوبة، وكذلك بسبب ارتفاع تكلفة السفن.
في عام 2007، تضمنت خطة الجيش الإسرائيلي متعددة السنوات Tefen، التي تمت صياغتها بعد حرب لبنان الثانية، شراء سفن جديدة لكنها ظلت ذات أولوية منخفضة ولم يتم تنفيذ البند، في ضوء القيود التي تم تقديمها في النهاية على أنها أكثر إلحاحًا.
في عام 2012، على خلفية اكتشاف احتياطيات الغاز في البحر الأبيض المتوسط، تم تحديد الحاجة لشراء سفن جديدة في أعلى وزارة الدفاع الإسرائيلية.
في أبريل 2013، قرر مجلس الوزراء أن الجيش الإسرائيلي سوف يقوم بالدفاع بأكثر الطرق فعالية وأقل تكلفة، وقرر وزير الدفاع إيهود باراك طرح مناقصة دولية مع دولة كوريا الجنوبية.
في عام 2013، عرضت أحواض بناء السفن الإسرائيلية تزويد البحرية بسفن ساعر 72 الجديدة - ميني كورفيت، وتم تعريفها على أنها سفينة متعددة الأغراض. تجمع السفينة بين قدرات سفن صواريخ ساعر 4.5 مع طرادات ساعر 5. على سطح السفينة يوجد جهاز إنزال على الماء بطول 15 مترًا، ورافعة للتحميل المستقل، ووسيلة لنشر القوارب المطاطية والسفن غير المأهولة. وقد رفضت البحرية هذا العرض.
في عام 2014، تم نشر المناقصة الدولية لشراء السفن الأمنية، حيث تنافست أحواض بناء السفن من كوريا الجنوبية وإيطاليا وإسبانيا (لم تشارك أحواض بناء السفن من ألمانيا في العقد). بعد أشهر، قرر رئيس الوزراء بنيامين نتنياهو إلغاء المناقصة الدولية والتفاوض حصريًا مع حوض بناء السفن. تايسين كروب (TKMS) الألمانية، في مدينة كيل (حوض بناء السفن الذي تبني غواصات الدولفين الإسرائيلية) لبناء سفن أثقل وأكبر مما تتطلبه العطاءات. وتم توقيع عقد البناء في مايو 2015.

### شبهات بوجود مخالفات في عملية الشراء
كجزء من القضية 3000 - تحقيق جنائي أجرته وحدة Blade 433 التابعة للشرطة الإسرائيلية منذ فبراير 2017، تم التحقيق في اشتباه في وجود عطاءات متحيزة تتعلق بشراء غواصات من سلسلة دولفين وسفن ساعر 6 من شركة تايسين كروب، والتي تقبل الرشاوى وتضارب المصالح. وأعلنت الشرطة انتهاء تحقيقها في القضية في 8 نوفمبر / تشرين الثاني 2018، ونشرت موقفها من العثور على أدلة لمحاكمة ستة من المعتقلين.
في ديسمبر 2016، كشفت صحيفة يديعوت أحرونوت أن شركة تايسين كروب الألمانية كانت مملوكة جزئيًا لشركات حكومية من إيران. كما اتضح أنه ولأول مرة، قامت وزارة الدفاع بتمويل شراء سفن خارج الميزانية من خلال قرض من بنك ديسكونت.
في شباط / فبراير 2017، أُجبر وزير الدفاع ونائب رئيس الوزراء اللبناني سمير مقبل على الاستقالة على أساس أنه وعائلته على صلة بالمخابرات الإسرائيلية. هذا لأن ابنته متزوجة من Acram Spa ، الأخ والشريك التجاري لشركة Iskander Spa ، وهو رجل أعمال لبناني وملياردير وأحد المالكين المسيطرين في German Naval Yards، وهو مقاول من الباطن لشركة تايسين كروب في بناء سفن هجومية فئة ساعر 6. ضد الادعاء بأن بناء السفن من قبل أعضائها الذين تربطهم علاقات بالدول العربية ينطوي على مخاطر أمنية، علقت وزارة الدفاع بأن حوض بناء السفن يبني فقط جسم السفن، في حين أن الأنظمة المهمة - بما في ذلك أنظمة التحكم والقيادة C4ISTAR، والأسلحة وأنظمة الحرب الإلكترونية - ستصنعها إسرائيل بنفسها.

## قائمة السفن
| اسم السفينه   | المعنى    | تاريخ الانزال              | السعة | الحالة التشغيلية |
| ------------- | --------- | -------------------------- | ----- | ---------------- |
| INS Magen     | الدرع     | أطلق في 23 مايو/أيار 2019. |       |                  |
| INS Oz        | الشجاعة   |                            |       |                  |
| INS Atzmaut   | الاستقلال |                            |       |                  |
| INS Nitzachon | النصر     |                            |       |                  |

## التجهيزات

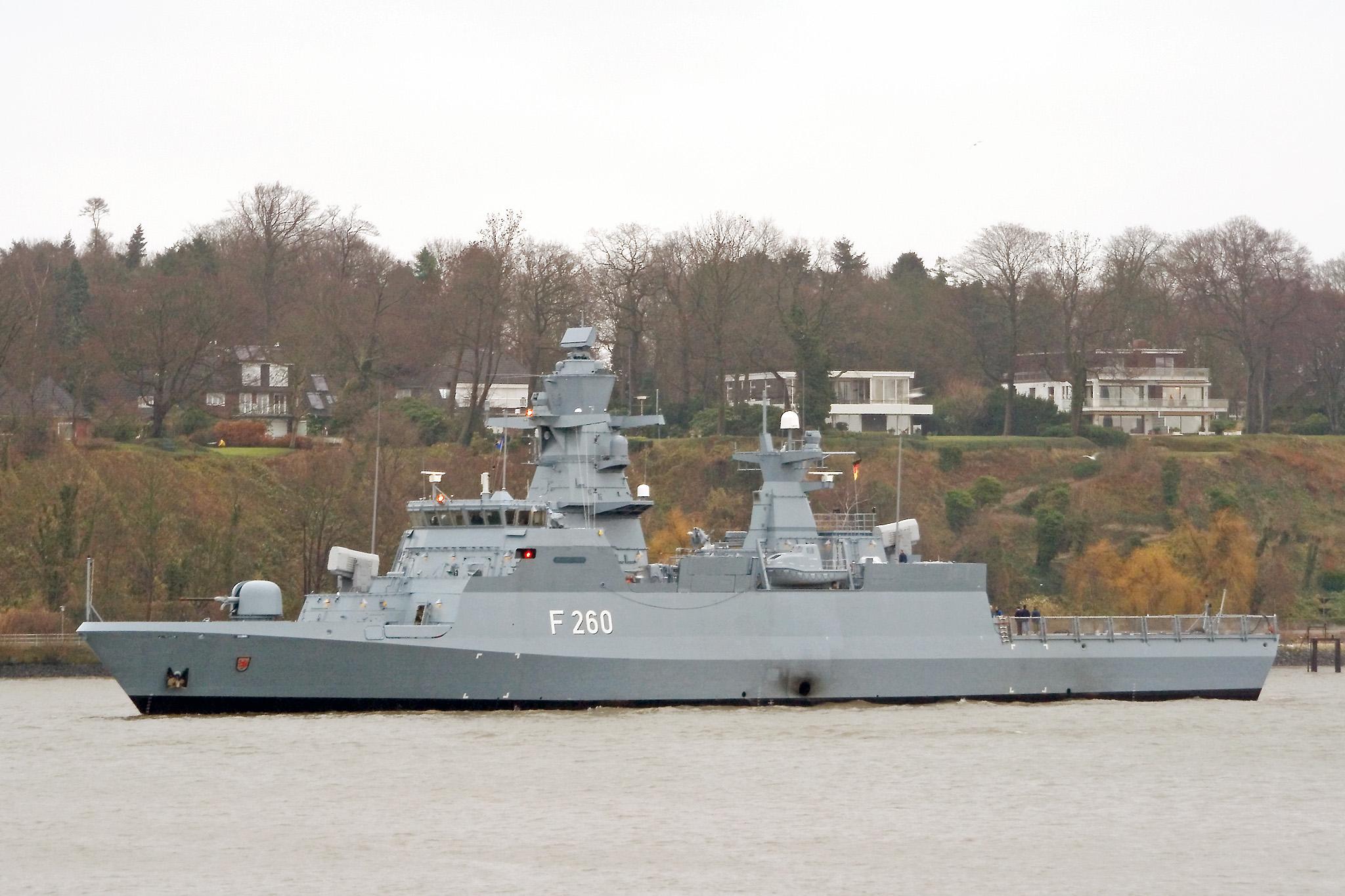
الكورفيت الالماني براونشفاج الاصلي

تعتمد السفينة الهجومية ساعر 6 على هيكل الكورفيت الألماني K-130. وسيتم تجهيز السفن الجديدة بأنظمة مكافحة الحرائق والرادار وصواريخ دفاع متطورة ووسائل أخرى طورتها شركات الأمن الإسرائيلية. سيتم تركيب جميع أنظمة القتال في حواض بناء السفن الإسرائيلية.

### الدفع
تم تجهيز الكورفيت بنظام الدفع المشترك بالديزل والديزل (CODAD)، الذي يدمج اثنين من محركات الديزل MTU إلى جانب اثنين من الرفاصات القابلة للتحكم (CPPs). وتبلغ إزاحة القطعة حوالي 1900 طن عند التحميل الكامل و90 متر (295 قدم 3 بوصة) طويلة. التي ستتيج له الطفو في البحر لفترة طويلة.

### التسليح
سيتم تسليح كورفيتات ساعر 6 بمجموعة واسعة من الأسلحة لأغراض الدفاع والهجوم، بما في ذلك الصواريخ المضادة للطائرات والصواريخ المضادة للسفن، وكذلك المدافع الرشاشة.
- مدفع رئيسي طراز أوتو ميلارا عيار 76مم، الذي يوفر معدل إطلاق مرتفع ضد الأهداف السطحية.
- 2× محطة سلاح مدفع اوتوماتيكي طراز رافائيل تايفون عيار 30 ملم.
- 16× خلية إطلاق رأسية لصواريخ برق 8 سطح - جو، لاعتراض وتدمير جميع التهديدات المحمولة جواً مثل الصواريخ المضادة للسفن وصواريخ كروز والطائرات المقاتلة والمروحيات والأنظمة الجوية غير المأهولة.
- 40 خلية لنظام الدفاع الجوي القبة الحديدية النسخة البحرية C-Dome، لاعتراض الصواريخ قصيرة المدى وقذائف المدفعية.
- 16 صاروخًا مضادًا للسفن مثل Gabriel أوRGM-84 Harpoon أوRBS-15 Mk 3، للهجوم السفن.
- 2× قاذف طوربيد خفيف الوزن طراز MK54 عيار 324مم.

### الانظمة
يتم تجهيز الكورفيت برادار مصفوفة المسح الضوئي إلكتروني AESA، طراز EL/M-2248 MF-STAR متعدد الوظائف للمراقبة والتتبع والتوجيه، يتتبع أهداف العدو في ظل ظروف بيئية شديدة التشويش وبتغطية 360 درجة. يقع فوق الجسر المتكامل، سيكون للرادار أربع صفائف نشطة تعمل بتردد S-Band.
سيتم دمج أيضًا أنظمة حرب إلكترونية وأنظمة الأمن السيبراني وأنظمة الملاحة وأنظمة التردد اللاسلكي ومراكز القيادة والتحكم ومعدات الاتصال. يتم تثبيت المستشعرات الضوئية وأنظمة الاتصالات على وحدة الصاري المدمجة أعلى رادار AESA.

### الطائرات
سيتم تجهيز الكورفيت بحظيرة ومهبط مناسب لطائرات الهليكوبتر من الدرجة المتوسطة مثل SH-60 Sihor (مروحية هجومية بحرية) وطائرة هليكوبتر UH-60 Blackhawk الهجومية وطائرة هليكوبتر قتالية من طراز AH-64 Apache.

## روابط خارجية
- "Germany says it will help finance four new Israeli warships". Israel Hayom. 16 ديسمبر 2014. مؤرشف من الأصل في 2020-08-29. اطلع عليه بتاريخ 2016-06-24. {{استشهاد بخبر}}: الوسيط غير المعروف |بواسطة= تم تجاهله يقترح استخدام |عبر= (مساعدة)
- LAPPIN، Yaakov (26 مايو 2016). "How navy engineers made the next missile ship stealthy". Jerusalem Post. مؤرشف من الأصل في 2020-08-29. اطلع عليه بتاريخ 2016-07-05.